# Carl Christian von Schlotheim
Carl Christian von Schlotheim (* 6. August 1739 in Uthleben; † 10. Juni 1804 ebenda) war ein deutscher fürstlich-schwarzburgischer Amtshauptmann und Rittergutsbesitzer.

## Leben
Er stammte aus dem thüringischen Uradelsgeschlecht von Schlotheim und besaß zuletzt drei Rittergüter, davon eines in Uthleben und zwei in Auleben gelegen. Nach seiner von den Eltern finanzierten privaten Schulausbildung trat Carl Christian von Schlotheim in den Dienst seines Landesherrn, des Fürsten von Schwarzburg-Sondershausen. Daneben war er auch den Grafen zu Stolberg unterstellt, da das Amt Heringen, in dem seine Güter lagen, bis 1815 von den Fürsten von Schwarzburg und den Grafen zu Stolberg gemeinsam verwaltet wurde. 1766 wurde Carl Christian von Schlotheim zum Amtshauptmann ernannt.
Durch den Tod des Leutnants Friedrich August von Schlotheim fiel dessen Schlotheim’sches und das halbe Rosenau’sche Gut zu Auleben an ihn. Allerdings musste er die Miterben auszahlen und daher einen Kredit über die für die damalige Zeit sehr hohe Summe von 10.000 Talern aufnehmen, wozu er seinen Landesherrn, den Fürsten von Schwarzburg-Sondershausen in Frankenhausen, um Konsens bat. Als Pfand setzte er dafür seine beiden Rittergüter in Auleben ein.

## Familie
Verheiratet war Carl Christian von Schlotheim mit Friederike Henriette Sabine geborene von Rüxleben (* 24. Juli 1748 in Bielen; † 28. Oktober 1818 in  Uthleben).
Zu seinen ihn überlebenden Kindern und Lehnserben gehören die beiden Söhne Günther und Christian. Beide erbten gemeinsam 1804 den väterlichen Besitz.
1. Günther von Schlotheim, kurfürstlich-sächsischer Leutnant bei dem Infanterie-Regiment von Ryssel in Leipzig (* 28. Februar 1777; † 1. August 1829); Rittergutsbesitzer auf Uthleben und Auleben. Günther von Schlotheim stieg zum königlich-sächsischen Hauptmann auf und lebte zuletzt in Sondershausen. Dort wurde auch dessen einziger Sohn als einer der Enkel des Großvaters Carl Christian von Schlotheim, welcher der spätere preußische General Ludwig von Schlotheim war, im Jahre 1818 geboren.
2. Christian von Schlotheim, herzoglich-sächsischer Leutnant in Weimar, Rittergutsbesitzer auf Uthleben und Auleben (* 19. August 1783; † 1. März 1876) heiratete Ferdinande Schneidewind, Tochter des in Jena und Leipzig studierten Juristen und Fürstlich Schwarzburgischen Rates und Rentamtmannes in Heringen, Wilhelm August Schneidewind aus Heringen, aus der in der Goldenen Aue u. a. in Heringen und Auleben begüterten Familie Schneidewind. Aus der Ehe gingen drei Söhne hervor: Hugo, Ottomar und Thilo von Schlotheim. Die Söhne Hugo und Ottomar verstarben kinderlos. Ihr jüngster Sohn Thilo von Schlotheim, wurde später königlich-preußischer Oberst und heiratete ebenfalls eine Frau aus der Familie Schneidewind, namens Marie, aus deren Ehe zwei Kinder, Olga und Hugo von Schlotheim, hervorgingen.
Die beiden Enkel des Carl Christian von Schlotheim, Ludwig und Thilo von Schlotheim erbten ebenfalls, mit den Brüdern des Thilo, Hugo und Ottomar, gemeinsam die Schlotheim’schen Rittergüter zu Uthleben und Auleben.